# Kanal D2
Kanal D2はルーマニアのDoğan Media International SA傘下に置くルーマニアのテレビチャンネル。2023年4月2日開局